# Diderich Hegermann

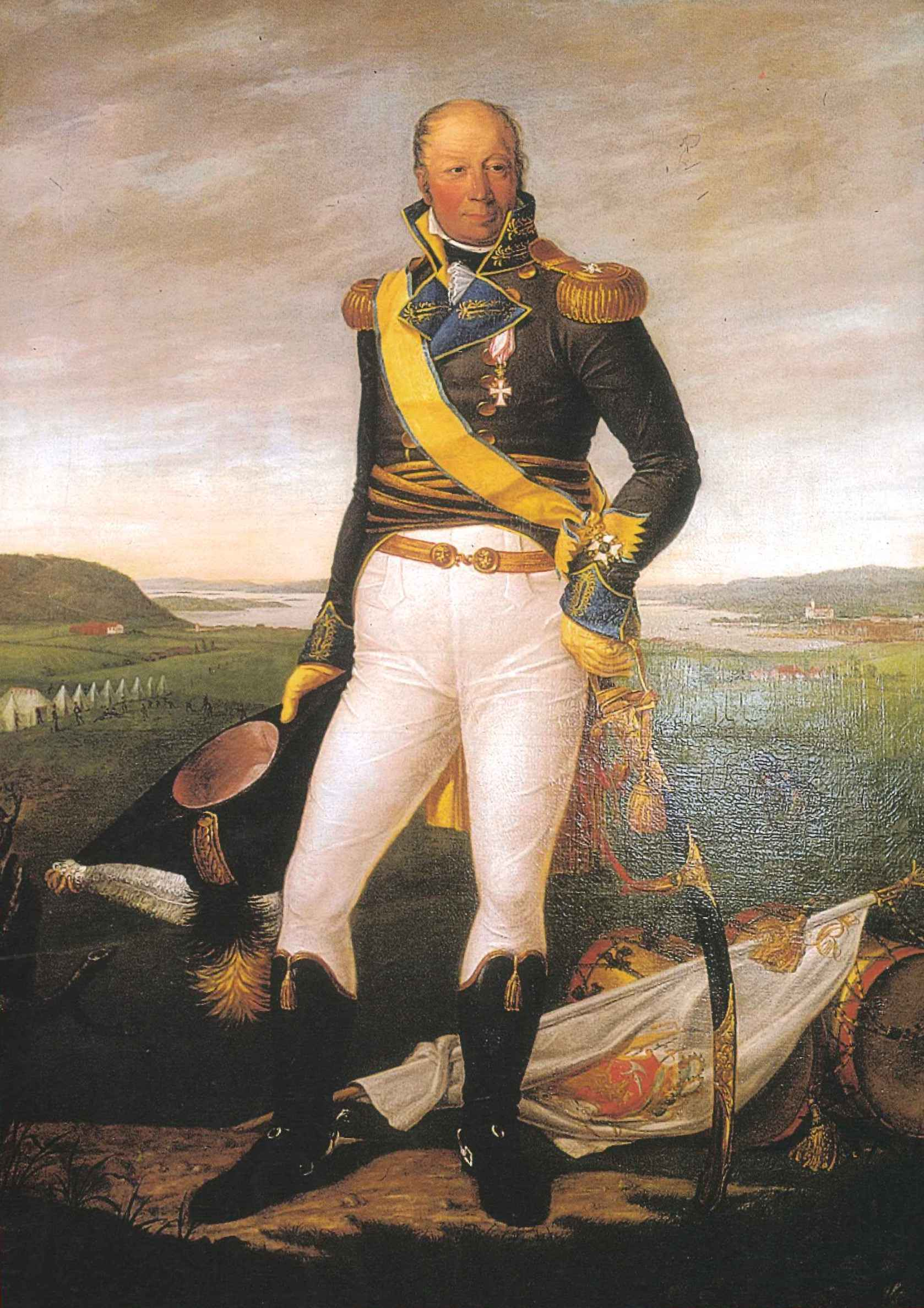
Diderich Hegermann, Gemälde von Jacob Munch (1816)

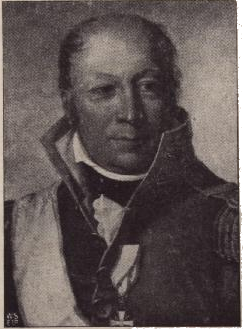
Diderich Hegermann

Diderich Hegermann (* 6. Dezember 1763 in Altona; † 7. Februar 1835 in Kristiansand) war ein Offizier in den norwegischen Streitkräften während des norwegisch-schwedischen Krieges von 1814. Er baute die Kriegsschule in Christiania aus, war 1814 Mitglied der Reichsversammlung in Eidsvoll und wurde später Staatsrat.
Er entstammte einem alten Offiziersgeschlecht. Seine Eltern waren der Oberstleutnant und Landkriegskommissar Cay Detelef Hegermann (1732–1800) und dessen Frau Anna Esther Stuhlmann († 1778). Er heiratete am 2. Dezember 1815 Hanne Susanne Christine Isaachsen geborene Nideros (1779–1858), Witwe des Konsuls Daniel Isaachsen (1744–1813) und Tochter des Bürgermeisters Otte Nideros (1734–1809) und dessen Frau Marichen Arctander (1748–1817).

## Militärische Laufbahn
Entsprechend der Familientradition schlug auch er die Offizierslaufbahn ein. 1776 wurde er Kadett, diente bis 1786 als Unteroffizier und wurde dann Leutnant im Kadettenkorps in Kopenhagen. 1790 wurde er Hauptmann und an „Den frie mathematiske Skole“, die spätere Kriegsschule, versetzt. Seine wichtigste Aufgabe sah er in der Ausbildung der Offiziere. Er selbst unterrichtete und wurde später Leiter der Offiziersausbildung in Norwegen. Er schrieb die Geschichte von „Den frie mathematiske Skole“ und sein Hauptziel war es, diese Schule dem Landkadettenkorps in Kopenhagen gleichzustellen. 1798 wurde die Schule in „Det norske militaire Institut“ umbenannt. 1800 wurde er Major und Leiter dieser Schule. 1804 wurde daraus „Det Kongelige Norske Land Cadet Corps“. 1808 wurde er Oberstleutnant und nahm im Winter 1808/1809 am Krieg gegen Schweden an der norwegisch-schwedischen Grenze teil. 1812 wurde er Kommandeur des Oplandischen Infanterieregiments. 1814 kommandierte er „Det Kongelige Norske Land Cadet Corps“ und war im Sommer 1814 während des Schwedisch-Norwegischen Krieges in mehrere Kämpfe mit den Schweden verwickelt. Er erfocht in der Schlacht an der Langnes-Schanze einen wichtigen Sieg gegen die Schweden. Im Herbst nach der Kapitulation und dem Frieden von Moss überwachte er im schwedischen Hauptquartier in Fredrikshald die Einhaltung des Waffenstillstandes. Im November 1814 wurde er zum Generalmajor ernannt. Tags darauf wurde er Staatsrat für das Heer und die Flotte, ein Amt, das ihm nicht lag. Daher reichte er 1815 seinen Abschied ein, den der König verweigerte. Im Jahr darauf erreichte er eine Beurlaubung für ein Jahr, und 1817 gab ihm der König widerwillig doch den Abschied. Er hatte keinen Kontakt zum Königshaus und nahm auch an den Feierlichkeiten anlässlich des Besuchs von Kronprinz Oscar 1833 nicht teil.

## Politisches Wirken
Hegermann war einer der ersten, der im Frühjahr über den Plan unterrichtet wurde, dass Norwegen nach dem Kieler Frieden ein selbständiger Staat werden solle. Er war für sein Regiment Abgeordneter in der Reichsversammlung von Eidsvoll. Obgleich er Anhänger des Selbständigkeitsplans war, führte seine Unabhängigkeit dazu, dass er auch Freunde im gegnerischen Lager hatte. Er war Mitglied des Konstitutionsausschusses und war in der zweiten Sitzungswoche sogar Präsident der Versammlung.
Zwei Bestimmungen des norwegischen Grundgesetzes sind auf ihn zurückzuführen: Die Bestimmung, dass Änderungen der Verfassung nicht dem konstitutionellen Prinzip zuwiderlaufen dürfen und die allgemeine Wehrpflicht. In der allgemeinen Wehrpflicht sah er eine Schule der Nation. Er wurde auch Mitglied des Wehrpflichtausschusses und eines Ausschusses, dass den Zustand des Landes ermitteln sollte. Er strebte schon früh an, dass jeder, der in Norwegen Offizier werden wollte, die von ihm geleitete Offiziersschule durchlaufen musste. So sollte verhindert werden, dass die Offizierspatente aufgrund von Reichtum, Stand oder Beziehungen verliehen wurden. Dieses Prinzip wurde dann 1815 auch angenommen.
Über seine Frau, die Witwe des Konsuls Isaachsen in Kristiansand, wurde er Besitzer von Ländereien in Tveit. Hier betrieb er ein Sägewerk, eine Mühle und eine Schiffswerft. So konnte er Holz auf eigenen Schiffen exportieren. Die Umbrüche nach 1814 überstand er wirtschaftlich gut. 1835 brach in Kristiania der Typhus aus. Ihm fiel zunächst seine älteste Tochter zum Opfer, ein paar Tage später er selbst, während seine Frau überlebte.
Hegermann war Ritter des Dannebrogordens.